# Lonny Chapman
Pour les articles homonymes, voir Chapman.
Lon Leonard Chapman, dit Lonny Chapman, est un acteur américain, né le 1er octobre 1920 à Tulsa (Oklahoma), mort le 12 octobre 2007 à Los Angeles (quartier de North Hollywood, Californie).

## Biographie
Très actif au théâtre durant sa carrière, Lonny Chapman joue notamment à Broadway (New York), où il débute en 1949. La dernière de ses huit pièces sur les planches new-yorkaises est Marathon '33 de June Havoc (1963-1964, avec Julie Harris et Olive Deering) ; entretemps, mentionnons The Chase d'Horton Foote (1952, avec Murray Hamilton et Kim Stanley).
En 1973, il est le fondateur du Group Repertory Theatre — ayant compté parmi ses membres Sean Penn et Jennifer Tilly — qu'il dirige jusqu'à sa mort (âgé de 87 ans) en 2007 à North Hollywood, où le Lonny Chapman Group Repertory Theatre (renommé ainsi en 1999 et abrégé Group Rep) est basé.
Au cinéma, il contribue à vingt-neuf films américains, depuis Un amour pas comme les autres de Gordon Douglas (1954, avec Doris Day et Frank Sinatra) jusqu'à Traqué de William Friedkin (2003, avec Tommy Lee Jones et Benicio del Toro).
Dans l'intervalle, citons Baby Doll d'Elia Kazan (1956, avec Karl Malden et Carroll Baker), Les Oiseaux d'Alfred Hitchcock (1963, avec Rod Taylor et Tippi Hedren), Les Cowboys de Mark Rydell (1972, avec John Wayne et Roscoe Lee Browne), ainsi que Paiement cash de John Frankenheimer (1986, avec Roy Scheider et Ann-Margret).
Pour la télévision, Lonny Chapman collabore à cent-treize séries dès 1951, dont Les Accusés (huit épisodes, 1961-1965), L'Homme de fer (deux épisodes, 1972-1974) et Arabesque (trois épisodes, 1985-1993) ; il tient son ultime rôle au petit écran dans un épisode (2000) de New York Police Blues.
Il apparaît également dans vingt-et-un téléfilms diffusés entre 1966 et 1991, dont L'Enterrée vive de Jack Smight (1972, avec Olivia de Havilland et Joseph Cotten).

## Théâtre à Broadway (intégrale)
- 1949 : The Closing Door d'Alexander Knox, mise en scène de Lee Strasberg : un garde
- 1950 : Reviens petite Sheba (en) (Come Back, Little Sheba) de William Inge, mise en scène de Daniel Mann : Turk Fisher[1]
- 1952 : The Chase d'Horton Foote, production et mise en scène de José Ferrer : Knub McDermont
- 1952-1953 : Whistler's Grandmother de Robert Finch : Eddie
- 1953 : The Ladies of the Corridor de Dorothy Parker et Arnaud d'Usseau : Harry
- 1954 : The Traveling Lady d'Horton Foote, mise en scène de Vincent J. Donehue : Henry Thomas
- 1955 : The Time of Your Life (en) de William Saroyan : Tom
- 1962 : General Seeger d'Ira Levin, mise en scène de George C. Scott : le lieutenant-colonel Bonney
- 1963-1964 : Marathon '33 (en) de (et mise en scène par) June Havoc : M. Dankle

## Filmographie partielle

### Cinéma
- 1954 : Un amour pas comme les autres (Young at Heart) de Gordon Douglas : Ernie Nichols
- 1955 : À l'est d'Éden (East of Eden) d'Elia Kazan : Roy Turner, le mécanicien automobile
- 1956 : La Poupée de chair (Baby Doll) d'Elia Kazan : Rock
- 1963 : Les Oiseaux (The Birds) d'Alfred Hitchcock : Deke Carter, le gérant du snack
- 1967 : Sept Secondes en enfer (Hour of the Gun) de John Sturges : Turkey Creek Johnson
- 1967 : A Covenant with Death de Lamont Johnson
- 1968 : L'Homme sauvage (The Stalking Moon) de Robert Mulligan : Purdue
- 1969 : Prends l'oseille et tire-toi (Take the Money and Run) de Woody Allen : Jake, un prisonnier
- 1969 : Reivers (The Reivers) de Mark Rydell : Maury McCaslin
- 1970 : Le Pays de la violence (I Walk the Line) de John Frankenheimer : Bascomb
- 1972 : Cours, couguar, cours (Run, Cougar, Run) de Jerome Courtland : Harry Walker
- 1972 : Les Cowboys (The Cowboys) de Mark Rydell : le père d'Homer
- 1974 : Tremblement de terre (Earthquake) de Mark Robson : un capitaine de la police de Los Angeles
- 1979 : Norma Rae de Martin Ritt : Gardner
- 1980 : Le Jour de la fin du monde (When Time Ran Out...) de James Goldstone : Kelly
- 1981 : Amy de Vincent McEveety : Virgil Goodloe
- 1982 : Police frontière (The Border) de Tony Richardson : Andy
- 1986 : Paiement cash (52 Pick-Up) de John Frankenheimer : Jim O'Boyle
- 1997 : Le Veilleur de nuit (Nightwatch) d'Ole Bornedal : Johnson, le vieux veilleur de nuit
- 2000 : Piège fatal (Reindeer Games) de John Frankenheimer : le vieil homme
- 2003 : Traqué (The Hunted) de William Friedkin : Zander

### Télévision

#### Séries
- 1961 : One Step Beyond
  - Saison 3, épisode 16 L'Histoire du mort (Dead Man's Tale) de John Newland : Phillip Werris
- 1961-1963 : L'Homme à la carabine (The Rifleman)
  - Saison 3, épisode 17 Long Trek (1961) de Lamont Johnson : Stanley
  - Saison 5, épisode 19 And the Devil Makes Five (1963) de Joseph H. Lewis : Scully Potter
- 1964 : Suspicion (The Alfred Hitchcock Hour)
  - Saison 2, épisode 26 Ten Minutes from Now d'Alf Kjellin : le lieutenant Wymar
- 1964 : Perry Mason, première série
  - Saison 7, épisode 29 The Case of the Tandem Target d'Irving J. Moore : J. S. « Jack » Talley
- 1961-1965 : Les Accusés (The Defenders)
  - Saison 1, épisode 8 The Accident (1961) de Buzz Kulik : M. Morton
  - Saison 2, épisode 24 Metamorphosis (1963) de David Greene : le procureur de district Harry Haynes
  - Saison 3, épisode 10 Climate of Evil (1963 - le garde Hendricks) de Paul Stanley et épisode 33 The Non-Violent (1964 - Vincent Bevalaqua) de Paul Bogart
  - Saison 4, épisode 9 Comeback (1964 - le procureur de district O'Hara) de Stuart Rosenberg, épisode 11 Whitewash (1964 - le procureur de district O'Hara) de Daniel Petrie, épisode 12 A Voice Loud and Clear (1964 - le procureur de district O'Hara) de Paul Bogart et épisode 15 Eyewitness (1965 - Barney Fox) de Sam Wanamaker
- 1963-1966 : Gunsmoke ou Police des plaines (Gunsmoke ou Marshal Dillon)
  - Saison 8, épisode 32 Tell Chester (1963) de Joseph Sargent : Wade
  - Saison 11, épisode 13 Outlaw's Woman (1965 - Dove Bailey) de Mark Rydell et épisode 31 Parson Comes to Town (1966 - Sipes) de Marc Daniels
- 1965 : Laredo
  - Saison 1, épisode 14 The Heroes of San Gill de Paul Stanley : Julius
- 1966 : Le Fugitif (The Fugitive)
  - Saison 3, épisode 24 Ill Wind de Joseph Sargent : Jock Sims
- 1966-1969 : Le Virginien (The Virginian)
  - Saison 4, épisode 19 Chaffin in the Wind (1966) d'Herman Hoffman : Clemmet Ellis
  - Saison 5, épisode 21 Without Mercy (1967) de Don McDougall : Donovan Young
  - Saison 7, épisode 16 Last Grave at Socorro Creek (1969) de Leo Penn : Carl Luther
  - Saison 8, épisode 1 The Long Ride Home (1969) de Charles S. Dubin : Weasel Willie Burr
- 1966-1970 : Bonanza
  - Saison 7, épisode 27 The Genius (1966) de R. G. Springsteen : Will Smith
  - Saison 12, épisode 3 The Weary Willies (1970) de Leo Penn : le major Paul Colter
- 1967 : les Aventuriers du Far West (Death Valley Days)
  - Saion 15, épisode 21 Major Horace Bell de Denver Pyle : Buzzer
- 1967 : Le Cheval de fer (The Iron Horse)
  - Saison 2, épisode 6 Grapes of Grass Valley de Paul Henreid : Ike Bridger
- 1967 : La Grande Vallée (The Big Valley)
  - Saison 2, épisode 25 Pillage (Plunder!) de Richard Long : Cody Grell
  - Saison 3, épisode 15 The Buffalo Man : Jack Dobbs
- 1967-1971 : Mission impossible (Mission: Impossible), première série
  - Saison 1, épisode 27 Le Traître (The Traitor, 1967) de Lee H. Katzin : Edward Hughes
  - Saison 6, épisode 5 Le Pendu de l'Orion (Shape-Up, 1971) de Paul Krasny : le lieutenant Bill Orcott
- 1968 : La Nouvelle Équipe (The Mod Squad)
  - Saison 1, épisode 1 The Teeth of the Barracuda de Lee H. Katzin : le lieutenant Wheeler
- 1969 : Les Règles du jeu (The Name of the Game)
  - Saison 1, épisode 22 The Bobby Currier Story : Ralph Currier
- 1969 : Les Bannis (The Outcasts)
  - Saison unique, épisode 18 Gideon de Marc Daniels : Cecil
- 1970 : The Bold Ones: The New Doctors
  - Saison 2, épisode 4 First: No Harm to the Patient : George Barton
- 1971 : Docteur Marcus Welby (Marcus Welby, M.D.)
  - Saison 3, épisode 15 Cross-Match de Marc Daniels : Joe Perino
- 1972 : Mannix
  - Saison 5, épisode 20 Un pas dans l'ombre (A Walk in the Shadows) de Paul Krasny : Phil Rand
- 1972 : Sam Cade (Cade's County)
  - Saison unique, épisode 13 Piège (Shakedown) : Lucas Kettenbach
- 1972 : Banacek
  - Saison 1, épisode 1 Les Traces fantômes (Detour to Nowhere) de Jack Smight : le barman
- 1972-1974 : L'Homme de fer (Ironside)
  - Saison 6, épisodes 8 et 9 Qui a tué Walter Booth ?, 1re et 2e parties (Buddy, Can You Spare a Life?, Parts I & II, 1972) de Don Weis : Harry Amstead
  - Saison 8, épisode 12 Le Confesseur (Speak No Evil, 1974) de Don Weis : Jason Mowbray
- 1972-1975 : Un shérif à New York (McCloud)
  - Saison 2, épisode 5 La Vallée tranquille (A Little Plot at Tranquil Valley, 1972) de Jack Smight : Gabe Lester
  - Saison 5, épisode 5 The Concrete Jungle Caper (1975) de Gene Levitt : Kramer
- 1974 : La Planète des singes (Planet of the Apes)
  - Saison unique, épisode 4 La Bonne Graine (The Good Seeds) de Don Weis : Polar
- 1975 : Les Rues de San Francisco (The Streets of San Francisco)
  - Saison 4, épisode 11 Marchands de mort (Merchants of Death) de Virgil W. Vogel : M. Hale
- 1975 : Kojak, première série
  - Saison 3, épisode 14 Maison de prières, caverne de voleurs (A House of Prayer, a Den of Thieves) de Robert Day : le lieutenant Follmer
- 1977-1982 : Quincy (Quincy, M.E.)
  - Saison 3, épisode 11 The Deadly Connection (1977) : Paul Davis
  - Saison 4, épisode 19 Promises to Keep (1979) d'Harvey S. Laidman : Dr Jim Jordan
  - Saison 5, épisode 16 Unhappy Hour (1980) de Ray Danton : Robert Waite
  - Saison 6, épisode 18 Vigil of Fear (1981) : le sergent de police Ernie Sproul
  - Saison 7, épisode 6 For Want of a Horse (1981) de Ray Danton : Jack LaFollette
  - Saison 8, épisode 9 Across the Line (1982) : M. Tourneau
- 1978 : Wonder Woman
  - Saison 2, épisode 20 Formule secrète (The Man Who Wouldn't Tell) d'Alan Crosland Jr. : le président de Hopewell International
- 1978 : Police Story
  - Saison 5, épisode 6 No Margin for Error de Virgil W. Vogel : le commissaire Martin
- 1978 : Drôles de dames (Charlie's Angels)
  - Saison 3, épisode 8 Rédemption (Pom Pom Angels) de Cliff Bole : Eddie Cobb
- 1980 : L'Incroyable Hulk (The Incredible Hulk)
  - Saison 3, épisode 20 Deathmask : J. J. Hendren
- 1981 : Vegas (Vega$)
  - Saison 3, épisode 12 Backlash de Cliff Bole : James Rayborn
- 1982 : Simon et Simon (Simon & Simon)
  - Saison 2, épisode 5 Question d'assurance (The Ten Thousand Dollar Deductible) de Bernard McEveety : l'agent du FBI Grover
- 1982-1985 : L'Homme qui tombe à pic (The Fall Guy)
  - Saison 2, épisode 6 Une voyageuse encombrante (Reluctant Traveling Companion, 1982) de Michael O'Herlihy : le shérif
  - Saison 4, épisode 13 Foudre de guerre (Semi-Catastrophe, 1985) de Ray Austin : « Big Ed »
- 1983 : K 2000 (Knight Rider)
  - Saison 1, épisode 20 Les Pirates de la route (Knight Moves) : Falker
- 1984 : Hôtel (Hotel)
  - Saison 1, épisode 21 Trials de Bruce Bilson : Edgar Ellsworth
- 1985-1993 : Arabesque (Murder, She Wrote)
  - Saison 2, épisode 8 Course épique (Dead Heat, 1985) de Peter Crane : Jack Bowen
  - Saison 4, épisode 10 Sur le sentier de la guerre (Indian Giver, 1987) de Walter Grauman : Addison Langley
  - Saison 9, épisode 13 Attention, danger (Dead Eye, 1993) de Jerry Jameson : Frank Hemet
- 1986 : Riptide
  - Saison 3, épisode 21 Le Mort en liste (Echoes) de Perry King : le shérif Emile Caine
- 1987 : L'Agence tous risques (The A-Team)
  - Saison 5, épisode 12 Soirée de détente (Without Reservations) : Henderson
- 1989 : La loi est la loi (Jake and the Fatman)
  - Saison 3, épisode 9 Le Faucon noir (My Shining Hour) de Bernard L. Kowalski : Clancy
- 1989-1991 : Matlock
  - Saison 3, épisode 16 Le Pur-sang (The Thoroughbred, 1989) de Leo Penn : John Donovan
  - Saison 6, épisode 7 La Dame (The Dame, 1991) de Leo Penn : le shérif Harry Casey
- 2000 : New York Police Blues
  - Saison 7, épisode 20 Une épouse indigne (This Old Spouse) : Timothy O'Leary

#### Téléfilms
- 1966 : Un nommé Kiowa Jones (The Dangerous Days of Kiowa Jones) d'Alex March : Roy
- 1971 : Marriage: Year One de William A. Graham : Phil
- 1972 : L'Enterrée vive (The Screaming Woman) de Jack Smight : le sergent de police
- 1972 : Visions (en) (Visions of Death) de Lee H. Katzin : Martin Binzech
- 1974 : Requiem pour un pigeon (Big Rose: Double Trouble) de Paul Krasny : le lieutenant John Moore
- 1974 : Hurricane (en) de Jerry Jameson : Pappy
- 1975 : The Last Survivors de Lee H. Katzin : David Broadhead
- 1977 : Alexander: The Other Side of Dawn (en) de John Erman : Eddie Duncan
- 1978 : Lawman Without a Gun (en) de Jerrold Freedman : le shérif Harvey Johnson
- 1979 : Hanging by a Thread de Georg Fenady : Charles Minton
- 1981 : The Steeler and the Pittsburgh Kid de Lou Antonio : Chuck Noll
- 1983 : Who Will Love My Children? (en) de John Erman : Milton Hammond
- 1983 : Cave-In! de Georg Fenady : Walt Charles
- 1991 : L'Affaire Kate Willis (The Rape of Dr. Willis) de Lou Antonio : Dr McMahon